# Robert Louit
Pour les articles homonymes, voir Louit (homonymie).
Robert Louit est un anthologiste, traducteur et préfacier français né le 31 août 1944 à Pau et mort le 13 mai 2009 à Paris,.

## Œuvre

### Anthologiste
- Le Livre d'or de la science-fiction : J. G. Ballard (1980)
- Les Statues chantantes (1980)

### Traducteur
- Crash !, de J. G. Ballard (1974)
- Crash ! / L'île de béton / I.G.H., de J. G. Ballard (2006)
- I.G.H., de J. G. Ballard (1976)
- High-Rise (1975)
- Le Jour de la création, de J. G. Ballard (1988)
- Message de Frolix 8, de Philip K. Dick (1972)
- Le Rêveur illimité, de J. G. Ballard (1980)
- Sauvagerie, de J. G. Ballard (2008)
- Shadrak dans la fournaise, de Robert Silverberg (1976)
- SIVA, de Philip K. Dick (1981)
- Substance Mort, de Philip K. Dick (1978)
- La Trilogie divine, de Philip K. Dick (2002)